# 華孟
華孟（？—145年），历阳（今安徽和县）人，东汉中期起事领袖。永嘉元年（145年），在历阳起事，自称黑帝，率军数千人进攻九江，杀死九江太守。九江都尉滕抚，围剿華孟。華孟被杀。